# 嘉義放送局
23°28′13″N 120°27′17″E / 23.470168°N 120.454642°E
嘉義放送局為台灣日治時期位於嘉義市的廣播電台，位於現今嘉義市東區，部分建物仍保存至今。其曾是二二八事件中嘉義戰鬥的相關地點之一；在1949年國民政府來台後，嘉義放送局作為中國廣播公司嘉義台，屬於中國國民黨黨產爭議的一部分。

## 介紹
台灣日治時期的廣播事業由半官半民的臺灣放送協會經營，陸續在各地設立放送局，如台北放送局（1929年）、原臺南放送局（1932年）、臺中放送局（1935年）。三個放送局的時期在維持了一段時間後，才於1942年在嘉義市堀川町設立了嘉義放送局，同年8月31日開始廣播，呼號為「JFDK」。其500千瓦的超大功率播送設備是基於戰爭期間的電波戰考量。
二戰後，於1947年發生二二八事件，嘉義地方自組的嘉義民兵曾在3月3日占領嘉義放送局，並透過電台廣播向全台徵求志願軍來嘉義協助。在1949年後，臺灣放送協會的財產由中央廣播事業管理處接收，並由中國廣播公司使用。臺灣省政府在1982年將應屬國有財產的原嘉義放送局所屬土地出售給中廣，並在1984年將其都市計畫的土地使用分區由文教區變更為住宅區，而中廣在2001年再將嘉義台部分土地出售。